# Shelburne River
Shelburne River är ett vattendrag i Kanada.   Det ligger i provinsen Nova Scotia, i den sydöstra delen av landet, 800 km öster om huvudstaden Ottawa.
Runt Shelburne River är det mycket glesbefolkat, med 2 invånare per kvadratkilometer.